# Rhopalomyia
Rhopalomyia är ett släkte av tvåvingar. Rhopalomyia ingår i familjen gallmyggor.

## Dottertaxa tillRhopalomyia, i alfabetisk ordning[1]
- Rhopalomyia abdominalis
- Rhopalomyia abnormis
- Rhopalomyia abrotani
- Rhopalomyia achillearum
- Rhopalomyia ajgyrcumensis
- Rhopalomyia alatavicus
- Rhopalomyia albicerata
- Rhopalomyia albipennis
- Rhopalomyia almataica
- Rhopalomyia altaica
- Rhopalomyia alticola
- Rhopalomyia ambrosiae
- Rhopalomyia ambrosinae
- Rhopalomyia ampullaria
- Rhopalomyia annua
- Rhopalomyia antennariae
- Rhopalomyia anthoides
- Rhopalomyia anthophila
- Rhopalomyia apicata
- Rhopalomyia aralensis
- Rhopalomyia aralocaspica
- Rhopalomyia arcuata
- Rhopalomyia ardynka
- Rhopalomyia arenariaflora
- Rhopalomyia arenariagemma
- Rhopalomyia artemisiae
- Rhopalomyia astericaulis
- Rhopalomyia asteriflorae
- Rhopalomyia audibertiae
- Rhopalomyia baccarum
- Rhopalomyia baccharis
- Rhopalomyia balchanica
- Rhopalomyia barsukensis
- Rhopalomyia baudysi
- Rhopalomyia bedeguaris
- Rhopalomyia bergi
- Rhopalomyia bigeloviae
- Rhopalomyia bigeloviaestrobiloides
- Rhopalomyia bigelovioides
- Rhopalomyia botryosa
- Rhopalomyia brevibulla
- Rhopalomyia bulbula
- Rhopalomyia californica
- Rhopalomyia callicarpae
- Rhopalomyia calvipomum
- Rhopalomyia campestris
- Rhopalomyia capitata
- Rhopalomyia carolina
- Rhopalomyia caterva
- Rhopalomyia chionophylla
- Rhopalomyia chrysanthemi
- Rhopalomyia chrysanthemum
- Rhopalomyia chrysopsidis
- Rhopalomyia chrysothamni
- Rhopalomyia cinerarius
- Rhopalomyia clarkei
- Rhopalomyia clinata
- Rhopalomyia cockerelli
- Rhopalomyia coloradella
- Rhopalomyia conica
- Rhopalomyia cramboides
- Rhopalomyia crassulina
- Rhopalomyia cristaegalli
- Rhopalomyia cruziana
- Rhopalomyia culmata
- Rhopalomyia disciformans
- Rhopalomyia dracunculiflora
- Rhopalomyia efremovi
- Rhopalomyia ehstragoni
- Rhopalomyia ericameriae
- Rhopalomyia erigerontis
- Rhopalomyia erii
- Rhopalomyia euthamiae
- Rhopalomyia flavipalpis
- Rhopalomyia floccosa
- Rhopalomyia florella
- Rhopalomyia florum
- Rhopalomyia foliorum
- Rhopalomyia frigida
- Rhopalomyia fusiformae
- Rhopalomyia gelleri
- Rhopalomyia gemmaria
- Rhopalomyia gerasimovi
- Rhopalomyia giraldii
- Rhopalomyia globifex
- Rhopalomyia glutinosa
- Rhopalomyia gnaphalodis
- Rhopalomyia goodeniae
- Rhopalomyia gossypina
- Rhopalomyia grindeliae
- Rhopalomyia grossulariae
- Rhopalomyia gutierreziae
- Rhopalomyia gynaptera
- Rhopalomyia haasi
- Rhopalomyia heptapotamica
- Rhopalomyia hirtibulla
- Rhopalomyia hirticaulis
- Rhopalomyia hirtipes
- Rhopalomyia hirtipomum
- Rhopalomyia hispanica
- Rhopalomyia hypogaea
- Rhopalomyia hyssopi
- Rhopalomyia ilexifoliae
- Rhopalomyia iliica
- Rhopalomyia incognita
- Rhopalomyia inquisitor
- Rhopalomyia integrifoliae
- Rhopalomyia iwatensis
- Rhopalomyia japonica
- Rhopalomyia jaxartica
- Rhopalomyia junceaflora
- Rhopalomyia karatavica
- Rhopalomyia karmyshevae
- Rhopalomyia kashkarovi
- Rhopalomyia kemrudica
- Rhopalomyia kiefferi
- Rhopalomyia koktalica
- Rhopalomyia korovini
- Rhopalomyia kozlovi
- Rhopalomyia kugitangica
- Rhopalomyia kunini
- Rhopalomyia lanceolata
- Rhopalomyia lateriflori
- Rhopalomyia lawrenciae
- Rhopalomyia lignea
- Rhopalomyia lignitubus
- Rhopalomyia lippiae
- Rhopalomyia lobata
- Rhopalomyia lobulifera
- Rhopalomyia longitubifex
- Rhopalomyia lonicera
- Rhopalomyia luetkemuelleri
- Rhopalomyia magnusi
- Rhopalomyia major
- Rhopalomyia malajsaryensis
- Rhopalomyia mammilla
- Rhopalomyia mangyshlakensis
- Rhopalomyia medusa
- Rhopalomyia medusirrasa
- Rhopalomyia micranthae
- Rhopalomyia millefolii
- Rhopalomyia mojinkumensis
- Rhopalomyia mongolica
- Rhopalomyia monogynasphaera
- Rhopalomyia monogynus
- Rhopalomyia navasi
- Rhopalomyia nothofagi
- Rhopalomyia nucula
- Rhopalomyia obovata
- Rhopalomyia occidentalis
- Rhopalomyia olgae
- Rhopalomyia oreiplana
- Rhopalomyia palearum
- Rhopalomyia palustris
- Rhopalomyia paratubifex
- Rhopalomyia pavlovi
- Rhopalomyia pedicellata
- Rhopalomyia pevtsovi
- Rhopalomyia pevtzovi
- Rhopalomyia pilosa
- Rhopalomyia pini
- Rhopalomyia plumula
- Rhopalomyia polyni
- Rhopalomyia pomum
- Rhopalomyia potanini
- Rhopalomyia producticeps
- Rhopalomyia prosopidis
- Rhopalomyia pseudofoliorum
- Rhopalomyia ptarmicae
- Rhopalomyia racemicola
- Rhopalomyia ruebsaameni
- Rhopalomyia rugosa
- Rhopalomyia saissanica
- Rhopalomyia salsolae
- Rhopalomyia salviae
- Rhopalomyia santolina
- Rhopalomyia santolinae
- Rhopalomyia santolinifolia
- Rhopalomyia saurica
- Rhopalomyia schrenkiana
- Rhopalomyia scoparia
- Rhopalomyia scopariaflora
- Rhopalomyia senekensis
- Rhopalomyia shevczenkoi
- Rhopalomyia shinjii
- Rhopalomyia simulans
- Rhopalomyia simultanea
- Rhopalomyia solidaginis
- Rhopalomyia soongarica
- Rhopalomyia spongiosa
- Rhopalomyia struma
- Rhopalomyia subhumilis
- Rhopalomyia sulcata
- Rhopalomyia syngenesiae
- Rhopalomyia talassica
- Rhopalomyia tanaceticola
- Rhopalomyia tavaresi
- Rhopalomyia terraealbae
- Rhopalomyia terskeica
- Rhopalomyia tetradymia
- Rhopalomyia thompsoni
- Rhopalomyia tianschanica
- Rhopalomyia tjulkubasica
- Rhopalomyia tomentella
- Rhopalomyia tricyclae
- Rhopalomyia tridentatae
- Rhopalomyia tripleurospermi
- Rhopalomyia truncata
- Rhopalomyia truncula
- Rhopalomyia tubifex
- Rhopalomyia tubulus
- Rhopalomyia tumidibulla
- Rhopalomyia tumidicaulis
- Rhopalomyia uetsukii
- Rhopalomyia uniloculata
- Rhopalomyia utahensis
- Rhopalomyia weldi
- Rhopalomyia verbenae
- Rhopalomyia yomogicola
- Rhopalomyia yrgajtensis